# Sprawa tożsamości
Sprawa tożsamości (ang. A Case of Identity) – opowiadanie Arthura Conana Doyle’a z serii przygód Sherlocka Holmesa, opublikowane po raz pierwszy w 1891 w „Strand Magazine” z rysunkami Sidneya Pageta, następnie w książce Przygody Sherlocka Holmesa w rok później.
Polski przekład nosił także tytuł: Przemyślne oszustwo.

## Fabuła
Do mieszkania detektywa na Baker Street przybywa zaaferowana młoda kobieta przedstawiająca się jako Mary Sutherland. Prosi o odnalezienie jej narzeczonego. Jest ubrana elegancko, choć w sposób zdradzający roztargnienie. Z jej chaotycznej opowieści Holmes wnioskuje, że padła ofiarą oszustwa, ze strony kogoś, kto wykorzystał jej łatwowierność i krótki wzrok. Detektyw upewnia się w podejrzeniach zbadawszy pismo maszynowe w listach od narzeczonego, stanowiących jedyny ślad jaki po nim pozostał. Identyfikuje oszusta, co zataja przed klientką, nie chcąc ranić jej uczuć. Doradza pannie Mary, by zapomniała o narzeczonym, lecz ona wydaje się lekceważyć radę.
Na podstawie opowiadania powstało słuchowisko z 1966 r.